# Archiaphyosemion guineense
Archiaphyosemion guineense ist eine Art aus der Familie Nothobranchiidae und gehört zur Gruppe der Eierlegenden Zahnkarpfen. Diese Art ist die einzige Art ihrer Gattung. Sie erreicht eine Standardlänge von 6,5 cm und bewohnt meist flache Bäche und Randbereiche von Sümpfen in Waldgebieten Westafrikas.

## Merkmale
Archiaphyosemion guineense unterscheidet sich von den Arten der nah verwandten Gattungen Callopanchax, Nimbapanchax, und Scriptaphyosemion in der Beschuppung des Kopfes, der Morphologie des Kiefers und der Kiemen.